# Gregory M. Plunkett
Gregory M. Plunkett (21 de febrero de 1965, Bayonne (Nueva Jersey)) es un profesor universitario estadounidense; curador, y botánico.

## Biografía
En 1994. obtuvo su Ph.D. por la Universidad Estatal de Washington, es experto de sistemática de Araliaceae, Apiaceae, Pittosporaceae, y en biogeografía del sudoeste del Pacífico.

## Algunas publicaciones
- liu Mei (rebecca), g.m. Plunkett, p.p. Lowry II, b.-e. van Wyk, p.m. Tilney. 2006. The taxonomic value of fruit wing types in the order Apiales. Am. J. Bot. 93: 1357–1368

- frédéric Tronchet, gregory m. Plunkett, joel j. porter p. Lowry II. 2005. Monophyly and major clades of Meryta (Araliaceae). Systematic Bot. 30 (3): 657-670

- g.t. Chandler, g.m. Plunkett. 2004. Evolution in Apiales: nuclear and chloroplast markers together in (almost) perfect harmony. Bot. J. of the Linnean Soc. 144: 123 147

- j.m. Eibl, g.m Plunkett, p.p. Lowry II. 2001. Evolution of Polyscias sect. Tieghemopanax (Araliaceae) based on nuclear and chloroplast DNA sequence data. Adansonia, ser. 3, 23: 23-48

- p.s. Soltis, g.m. Plunkett, s.j. Novak, d.e. Soltis. 1995. Genetic variation in Tragopogon species: additional origins of the allotetraploids T. mirus and T. miscellus (Compositae). Am. J. of Bot. 82: 1329–1341
- La abreviatura «G.M.Plunkett» se emplea para indicar a Gregory M. Plunkett como autoridad en la descripción y clasificación científica de los vegetales.[4]